# Vasilij Misjin
Vasilij Pavlovitj Misjin ((russisk): Василий Павлович Мишин) (født 18. januar 1917, død 10. oktober 2001) var en sovjetisk raketkonstruktør. 
Han var Sergej Koroljovs nærmeste medarbejder, og da Koroljov døde i 1966, overtog Misjin ansvaret. I 1974 blev han fyret på grund af den mislykkede Nositel-1 raket.